# Al-Okhdood Club
L'Al-Okhdood Club (àrab: نادي الأخدود, Nādī al-Uẖdūd, ‘Club del Fossat’) és un club de futbol de l'Aràbia Saudita amb seu a Najran, a la regió del sud de l'Aràbia Saudita. Fundat l'any 1976, el club competeix a la Lliga Professional Saudita, el primer nivell del futbol saudita. El club ha guanyat la Segona Divisió saudita dues vegades el 1992 i l'última el 2021. A més de futbol, el club també té diverses altres seccions, com ara karate, handbol, taekwondo, voleibol, waterpolo, bàsquet i ciclisme. El nom del club fa al·lusió a «la gent del fossat» esmentada a l'Alcorà.

## Història
El club es va fundar l'any 1976.
El 15 de maig de 2023, l'Al-Okhdood assoleix l'ascens a la Lliga Professional Saudita per primera vegada a la història després que l'Al-Faisaly empatés 2-2 contra el Jeddah i va esdevenir així el 37è club en arribar a la primera categoria de l'Aràbia Saudita.

## Palmarès
Segona divisió saudita (nivell 3)
- Campions (2) : 1991–92, 2020–21

Tercera divisió saudita (nivell 4)
- Guanyadors (2) : 2003–04, 2017–18